# Будинок Макурина
Будинок Макурина — одноповерхова будівля, що розташована на Студентській вулиці в Сімферополі. Будинок побудований на початку XX століття у стилі еклектики. Пам'ятник містобудування та архітектури.

## Історія
Будівля розташована на найвищому місці міста — Макуринській гірці, названій на честь власника ділянки Василя Михайловича Макурина (нар. 1860), гласного Сімферопольської думи і бухгалтера міської управи. До цього гірку іменували Кая-Баш та Госпітальна. На території гірки, неподалік від майбутнього будинку Макурина, була встановлена найвища топографічна точка Сімферополя — «Пароборошномельний млин Граната».
У 1904 році Макурин вибудував на своїй ділянці одноповерховий будинок. Архітектор невідомий. Будинок став останнім на Лазаревській вулиці і отримав 28 номер (зараз це вулиця Студентська, 2). В одній із частин будівлі Макурин проживав з сім'єю, а в інший організував бухгалтерські курси. У 1920 році під час громадянської війни в будівлі містився червоноармійський штаб, де проживали Михайло Фрунзе, Климент Ворошилов та Семен Будьонний. У 1924 році Макурина, як члена контрреволюційної монархічної організації, вислали з Криму з забороною проживати в режимних районах країни протягом трьох років.
Із 1920-х років дев'ять кімнат будівлі займала хімічна лабораторія Кримського державного педагогічного інституту, очолювана професором Дмитром Турбабою. Лабораторія складалася з чотирьох частин — лабораторії неорганічної, органічної, аналітичної та технічної хімії. Крім того, у приміщенні розміщувалися аудиторії, бібліотека та склади реактивів.
Під час окупації міста нацистами в будівлі проживали працівники гестапо. Після війни будівлю займав фізико-математичний факультет Сімферопольського педагогічного інституту. У 1960-х частина будинок був відданий для проживання викладачам інституту.
Будинок Макурина був показаний у радянських фільмах «У місті С.» та «Вони були акторами».
У 1958 році було встановлено меморіальну дошку з білого мармуру на честь проживання в будинку Будьонного, Ворошилова та Фрунзе. У 1984 році дошка була замінена на нову.
Наказом Міністерства культури і туризму України від 25 жовтня 2010 року будинок, як пам'ятка архітектури і містобудування, був внесений до реєстру пам'яток місцевого значення. Після захоплення Криму РФ даний статус був перепідтверджений постановою Ради Міністрів Республіки Крим від 20 грудня 2016 року.
Згідно з підготовленою у 2016 році Департаментом архітектури і будівництва Республіки Крим програмою «Відтворення столичного вигляду і благоустрію міста Сімферополь» будинок Макурина був включений у перелік об'єктів для ремонту і реставрації.

## Архітектура
Одноповерховий будинок побудований в еклектичній манері з переважанням ампіру. Будинок побудований з оштукатуреного каменю. Різьбленим орнаментом із напівкруглим верхом прикрашені парадні двері. Дах покритий залізом і черепицею. Будинок складається з 14 кімнат, загальною площею 464 квадратних метрів. Перекриття в будинку дерев'яні.

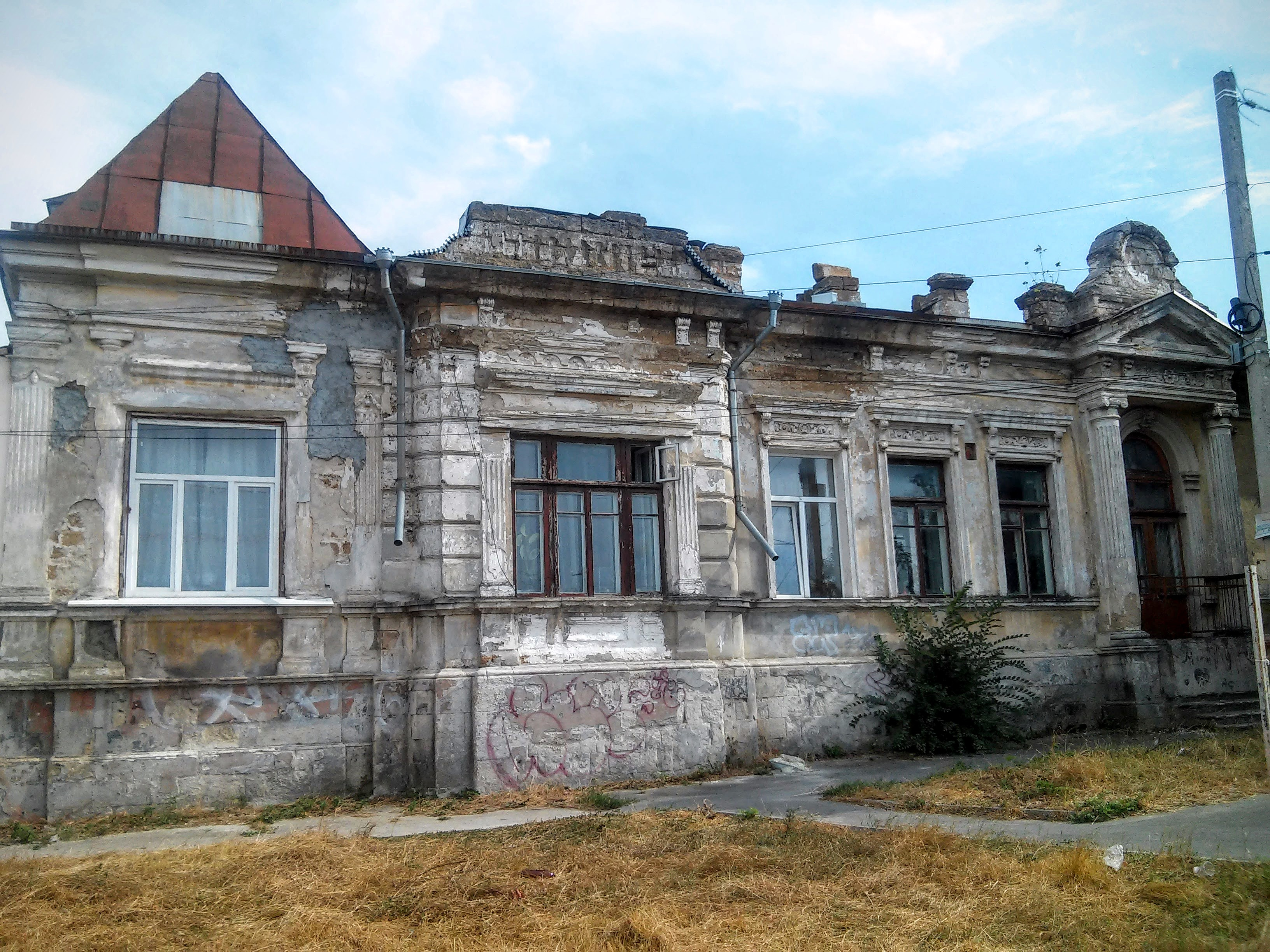
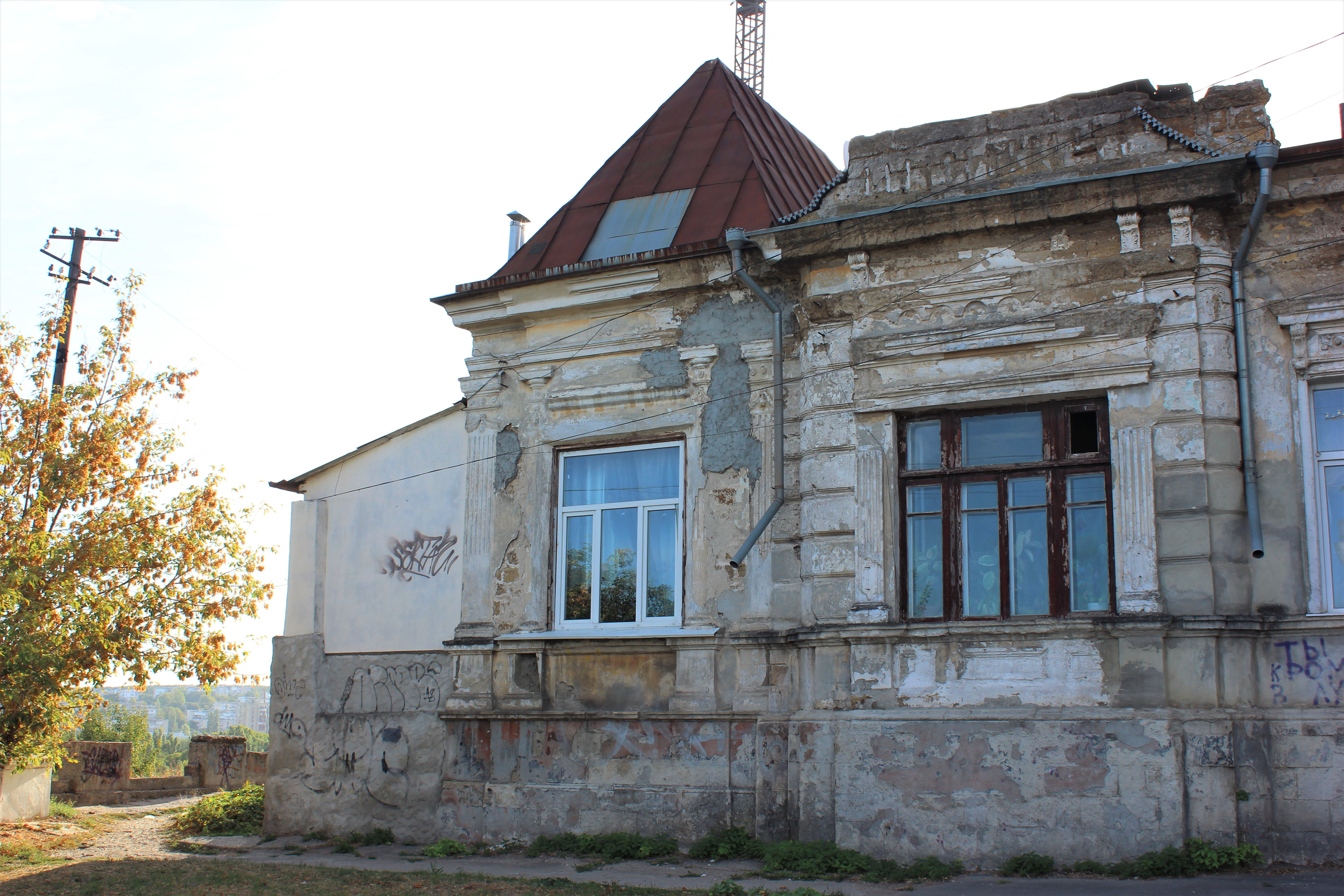
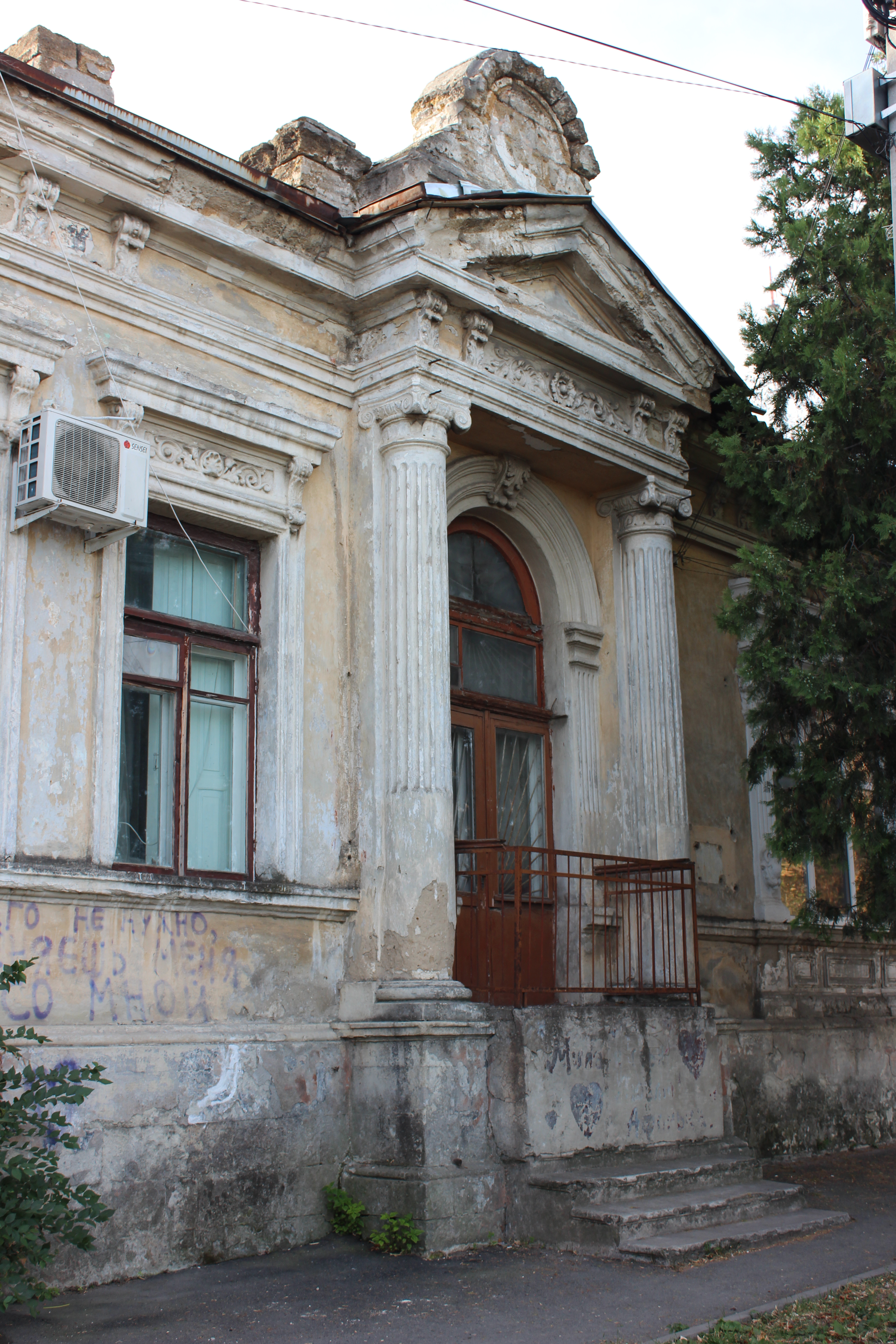
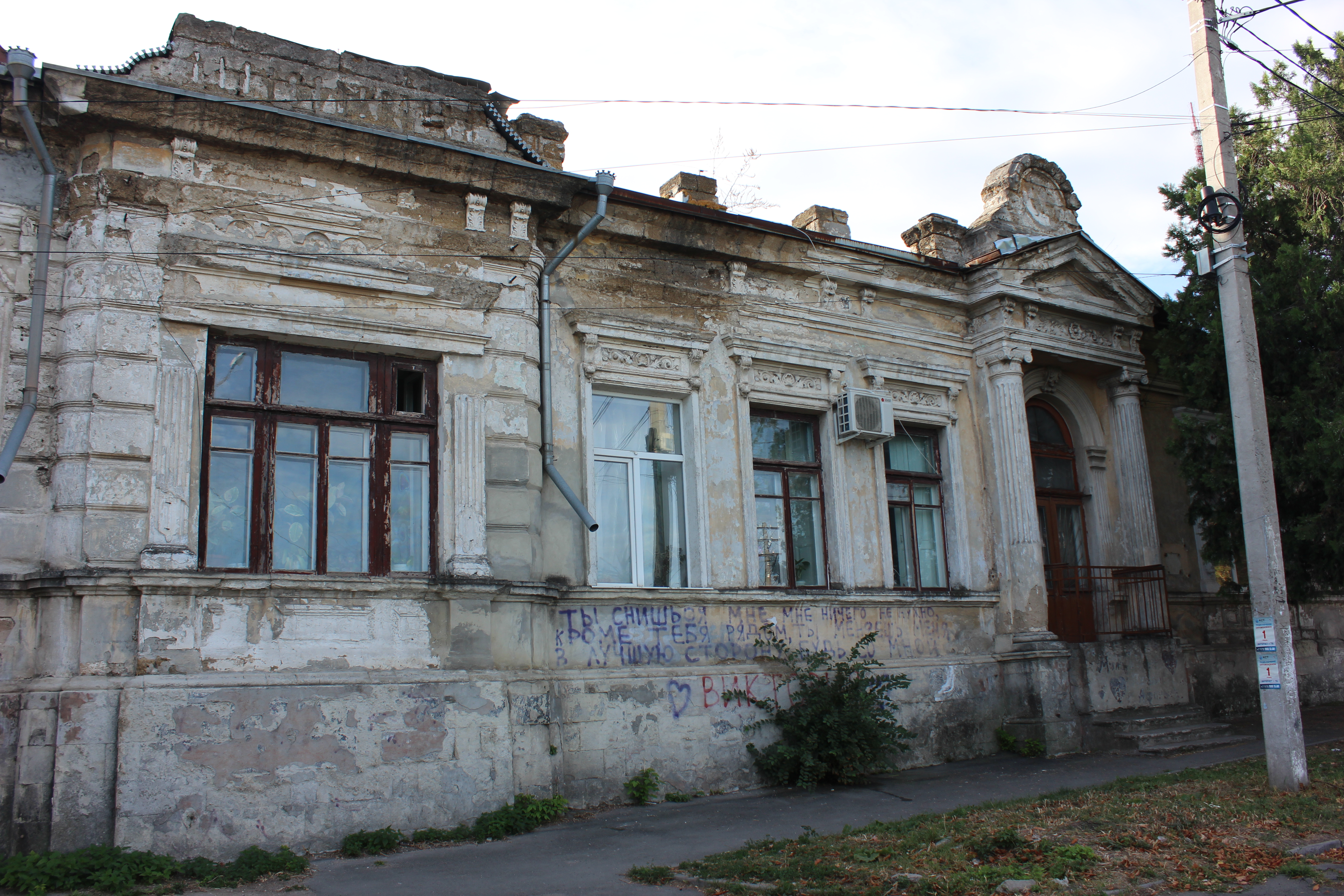
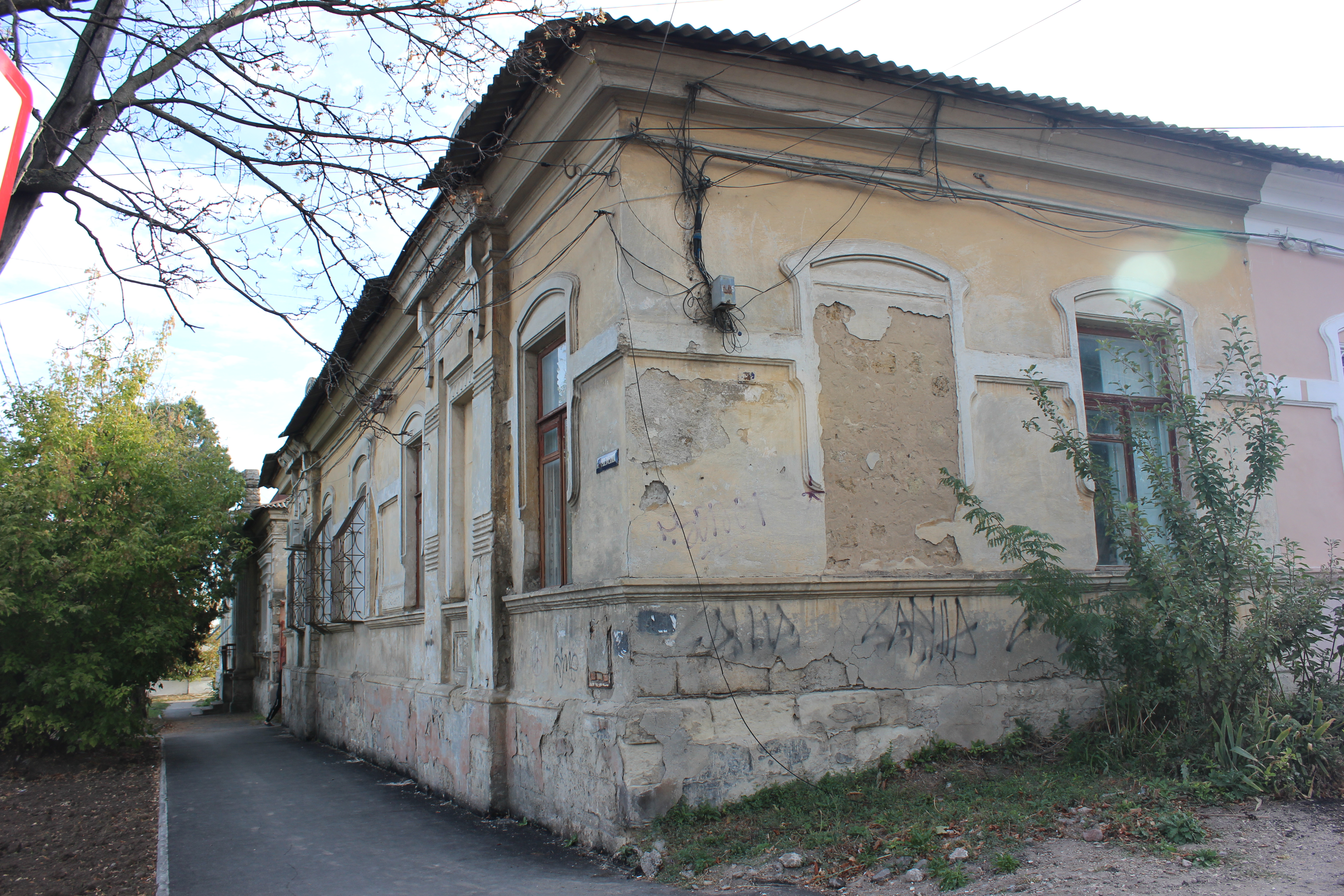